# Rajendranath Zutshi
Rajendranath Zutshi (conhecido como Raj Zutshi) é um ator que ganhou fama após interpretar em vários filmes, tais como Slumdog Millionaire.

## Filmes em que participou
- Slumdog Millionaire (2008)
- 1920 (film) (2008)
- Dhan Dhana Dhan Goal (2007)
- Naqaab (2007)
- Rockin' Meera (2006)
- Sandwich (film) (2006)
- 36 China Town (2006)
- Heaven and Hell On Earth (2005)
- Divorce: Not Between Husband and Wife (2005)
- Zinda (2005)
- Ek Ajnabee (2005)
- Parzania (2005)
- Ramji Londonwaley (2005)
- Kyaa Kool Hai Hum (2005)
- Tango Charlie (2005)
- Socha Na Tha (2005)
- Freedom of Life  (2005)
- American Daylight (2004)
- Lakshya (film) (2004)
- Krishna Cottage (2004)
- Murder (film) (2004)
- Love in Nepal (2004)
- Rudraksh (2004)
- Kiss Kis Ko (2004)
- Lakeer - Forbidden Lines (2004)
- Rules: Pyaar Ka Superhit Formula (2003)
- Kahan Ho Tum (2003)
- Saaya (2003)
- Haasil (2003)
- Road (2002)
- Shararat (2002)
- Lagaan: Once Upon a Time in India (2001)
- One 2 Ka 4 (2001)
- Grahan (2001)
- Hum To Mohabbat Karega (2000)
- Dillagi (1999)
- Manchala (1999)
- Hu Tu Tu (1999)
- Chachi 420 (1998)
- Maachis (1996)
- Shiva (1990)
- Tum Mere Ho (1990)
- Goonj (1989)
- Qayamat Se Qayamat Tak (1988)
- Holi (1984)
- tem 13 ano